# 洪肇楷
洪肇楷，江苏仪征人，清朝政治人物。监生出身。
乾隆四十三年（1778年），擔任清朝廣州府新安縣知縣。后由高質敬接任。